# Chu Bột
Chu Bột (chữ Hán: 周勃, ?- 169 TCN), người quận Bái, là tướng lĩnh, chính trị gia thời Hán Sở và là khai quốc công thần của nhà Hán trong lịch sử Trung Quốc. Năm 209 TCN, Chu Bột đi theo Lưu Bang chống lại nhà Tần, lập được nhiều công trạng nên lần lượt được phong các chức vị Ngũ đại phu, tướng quân. Sau khi chiến tranh Hán-Sở nổ ra, Chu Bột vẫn tiếp tục được Lưu Bang cất nhắc, phong chức Vũ Uy hầu, thực ấp ở vùng Hoài Đức. Trong giai đoạn này, ông tham gia vào các chiến dịch chinh phục Tam Tần; tiến công Thành Cao, Khúc Nghịch; bình định hai quận Tứ Thủy, Đông Hải;...
Năm 201 TCN, sau khi Lưu Bang diệt được Hạng Vũ thống nhất thiên hạ, Chu Bột được phong tước vị Giáng hầu, nâng thực ấp của ông lên 8100 hộ. Những năm đầu triều Hán, Chu Bột tiếp tục tham gia bình định các chư hầu, dẹp được các cuộc nổi dậy của Hàn vương Tín, Yên vương Lư Quán..., do đó được thăng đến chức Thái úy.
Sau khi Lưu Bang qua đời, quyền lực trong triều rơi vào tay Lã hậu và gia tộc họ Lã. Năm 180 TCN, Lã hậu mất, Chu Bột cùng Trần Bình lập kế tiêu diệt họ Lã và lập Hán Văn Đế lên ngôi. Văn Đế phong cho ông chức Hữu Thừa tướng, tuy nhiên về sau ông nhường lại cho Trần Bình.
Năm 178 TCN, Trần Bình chết, Chu Bột tiếp tục trở lại giữ chức Thừa tướng, nhưng chỉ được một năm lại bị ép từ chức về ấp phong. Những năm cuối đời, Chu Bột bị tố cáo có âm mưu tạo phản và bị bỏ ngục, tuy nhiên về sau được thả. Ông qua đời năm 169 TCN, thụy hiệu là Giáng Vũ hầu.

## Thân thế
Tổ tiên của Chu Bột nguyên là vốn xuất thân từ huyện Uyển, sau di cư về Bái quận. Do gia cảnh nghèo khó, Chu Bột phải đến kinh làm chức sĩ liêm, diễn tấu nhạc trong các buổi đám tang để kiếm sống.

## Theo Lưu Bang khởi nghĩa

### Chiến dịch diệt Tần
Sau khi Tần Thủy Hoàng qua đời, đế chế Tần suy yếu, các hào trưởng ở khắp nơi nổi dậy. Tháng 7 năm 209 TCN, Lưu Bang khởi binh ở Bái huyện, xưng là Bái công. Chu Bột thấy thế bèn đầu quân cùng Lưu Bang. Ông cùng Lưu Bang đem quân tiến công Hồ Lăng và Phương Dư. Ít lâu sau, ở Phương Dư xảy ra cuộc nổi loạn, Chu Bột nhanh chóng đánh bại quân địch và thu phục lại quận này. Sau đó ông tiếp tục theo Bái công tiến công ấp Phong và giành được thắng lợi, sau đó rút về Lưu Huyện và Tiêu Huyện.
Cùng trong năm 209 TCN, quân của Lưu Bang tiến công vào quận Đãng và phá được Hạ Ấp. Trong số các tướng thì Chu Bột là người đầu tiên lên được thành, do đó ông được Bái công phong chức Ngũ Đại phu.
Sang năm 208 TCN, Chu Bột theo Lưu Bang tham gia vào các chiến dịch tiến công quận Mông, Ngu, tập kích quân của Chương Hàm và lập được nhiều công trạng. Sau đó, ông tiếp tục tham gia đánh Tần, chiếm các thành Viên Thích, Đông Mân, Niết Tang, đuổi quân Tần về Bộc Dương, công đánh thành Chân, Đô Quan, Định Đào, Uyển Cù, Đan Phụ của Tần, rồi cùng Lưu Bang tiến đến thành Ung Khâu, giết tướng giữ Tam Xuyên là Lý Do (con thừa tướng Lý Tư).
Sau khi nhận lời giao ước của Sở vương, Lưu Bang tiến đánh Quan Trung để tận diệt nhà Tần. Chu Bột cũng hỗ trợ đắc lực của Lưu Bang trong việc đánh hạ các thành Khai Phong, Dĩnh Dương, Câu Thị và mở đường sông Hoàng Hà, cuối cùng diệt được nhà Tần. Nhờ những chiến công trên, Chu Bột được Lưu Bang phong làm tướng quân. Sau đó, Lưu Bang lên ngôi Hán vương, lại thăng ông làm Vũ Uy hầu, thực ấp ở vùng Hoài Đức.

### Thời Hán Sở
Sau khi diệt Tần, Lưu Bang cùng các tướng lại bước vào cuộc chiến tranh với quân Sở do Hạng Vũ chỉ huy, vốn đã gây dựng thế lực rất lớn. Hạng Vũ phân chia lại các vùng đất không chỉ của Tần mà của cả các nước chư hầu khác có tham gia vào cuộc khởi nghĩa thành 19 nước, trong đó nước Tần bị chia làm ba nước là Ung, Tắc, Địch do Chương Hàm, Tư Mã Hân và Đổng Ế giữ ngôi quốc vương.
Lưu Bang thực hiện chiến dịch công kích và tiêu diệt Tam Tần đầu tiên, tiến công lên phía bắc vào huyện Tất, Chương Bình..., buộc Tam Tần đầu hàng. Trong trận chiến đó, Chu Bột có công tiến chiếm Khúc Nghịch mở đường.
Năm 203 TCN, trong trận Thành Cao, Chu Bột được giao nhiệm vụ trấn giữ Nghiêu Quan, sau đó tiến quân vào được Thành Cao, đối đầu với Hạng Vũ, cuối cùng chiếm lại được Thành Cao. Sau Hạng Vũ thất thế và tự tử, Chu Bột lại được lệnh tiến đánh Khúc Nghịch và chiếm hai quận Tứ Thủy, Đông Hải, thu phục thêm 22 huyện, sau đó lui về trấn giữ Lạc Dương và Lịch Dương. Lưu Bang xét công của ông, phong thêm đất cho làm thực ấp.
Năm 202 TCN, Lưu Bang xưng đế, lập ra nhà Hán.

## Tham gia bình định chư hầu

### Đánh Hàn vương Tín và Trần Hy
Năm 201 TCN, Lưu Bang đổi phong Chu Bột làm Giáng hầu, ban cho thực ấp là 8100 hộ.
Năm 200 TCN, Hàn vương Tín phản Hán theo Hung Nô. Lưu Bang xuất quân thảo phạt, buộc Tín chạy sang Hung Nô. Chu Bột có tham gia vào cuộc chiến này, ông công đánh vào thành Tấn Dương và đánh bại quân của Tín, do đó được thăng làm Thái úy. Năm 197 TCN, Tín thuyết phục Trần Hy làm phản nhà Hán. Năm 196 TCN, Hàn vương Tín lại đánh phá biên giới phía bắc, tiến vào Tham Hợp. Trần Hy cũng làm phản ở đất Đại. Lưu Bang cùng Chu Bột mang quân đi đánh Trần Hy. Ông bình định được 17 huyện ở Nhạn Môn, chém được tướng của Trần Hy là Thừa Mã. Sau đó ông tiến vào Linh Khâu, giết Trần Hy và các tướng của Hy là Trình Túng, Trần Vũ,Cao Tứ.

### Dẹp đất Yên
Năm 195 TCN, Lưu Bang nghe tin Yên vương Lư Quán khởi binh chống lại nhà Hán bèn cử Chu Bột cùng Phàn Khoái dẫn binh đánh dẹp. Yên vương Quán bỏ chạy sang Hung Nô, Chu Bột và Phàn Khoái hạ được huyện Kế, bắt được đại tướng Đề, thừa tướng, quận thủ, thái úy và nhiều quan lại cao cấp của Lư Quán.
Tuy đất Yên được bình định nhưng cũng trong chiến dịch này, có người gièm pha Phàn Khoái với Hán Cao Tổ, vì thế Cao Tổ sai Trần Bình đến bắt Phàn Khoái về kinh và giao quyền chỉ huy cho Chu Bột. Chu Bột tiếp tục bình định 12 huyện Thượng Cốc, 16 huyện Hữu Bắc, 29 huyện Liêu Tây, Liêu Đông và 22 huyện thuộc quận Ngư Dương.

## Bày mưu diệt họ Lã
Tháng 4 năm 195 TCN, Hán Cao Tổ qua đời, Huệ Đế Lưu Doanh lên nối ngôi, Chu Bột tiếp tục đảm nhận chức thái úy. Năm 187 TCN, Huệ Đế mất, quyền hành trong triều lọt vào tay Lã hậu (vợ Cao Đế). Lã hậu muốn phong vương cho người họ Lã, bèn hỏi Thừa tướng Vương Lăng nhưng Lăng thẳng thừng từ chối. Lã hậu lại hỏi Chu Bột và Trần Bình. Hai ông nói:
"Cao Đế bình định thiên hạ, phong con em của mình làm Vương. Nay thái hậu gọi mệnh lệnh của mình là chế, phong anh em họ Lữ làm Vương thì có gì là không được?"
Vương Lăng tức giận, trách cử Chu Bột và Trần Bình. Hai ông bèn giảng giải cho Vương Lăng thấy rằng chỉ có như vậy mới bảo toàn được cho họ Lưu.
Năm 180 TCN, Lã hậu sắp mất, dặn Triệu Vương Lã Lộc làm thượng tướng quân, coi cánh quân ở phía bắc, Lương vương Lã Sản coi cánh quân phía nam để đề phòng các đại thần lật đổ họ Lã sau khi bà qua đời. Tuy nhiên sau khi Lã hậu mất, ở phía đông, Tề vương xuất quân chống lại họ Lã, còn Trần Bình và Chu Bột trong triều cũng tìm cách tiêu diệt họ Lã.
Lã Lộc và Lã Sản ở kinh đô muốn khởi binh làm loạn nhưng sợ thế lực của các đại thần, còn chần chừ chưa quyết định. Chu Bột và Trần Bình, thấy người con của Khúc Chu Hầu Lịch Thương là Lịch Ký thân với Lã Lộc, bèn ép Lịch Thương bảo con đến nói với Lộc nếu ở lại kinh cầm binh sẽ bị nghi ngờ, chi bằng trao ấn cho Thái úy mà về nước Triệu.
Lã Lộc đem việc ấy bảo với Lã Sản. Nội bộ họ Lã biết việc ấy, nhưng chưa dứt khoát quyết định. Lã Lộc nói với người cô là Lâm Quang hầu Lã Tu nhưng Lã Tu biết được mưu đồ đó, không đồng ý.
Cùng lúc đó Giả Thọ từ nước Tề về, lại khuyên Lã Sản mau chóng làm loạn và giục Sản vào cung Vị Ương để làm loạn. Cùng lúc Chu Bột bảo tướng Kỷ Thông cầm cờ tiết giả làm lệnh hoàng đế trao cho mình cầm đầu đạo quân phía bắc rồi ra lệnh cho Lịch Ký và Lưu Yết tới thuyết phục Lã Lộc lần nữa. Lã Lộc nghe theo, trả tướng ấn lại, giao cho Chu Bột cầm quân. Chu Bột nắm được đạo quân phía nam.
Cùng lúc đó Trần Bình hay tin Lã Sản đã làm loạn, sai Chu Hư hầu giúp Chu Bột. Chu Bột lại ra lệnh không cho Lã Sản vào điện và sai Chu Hư hầu đến cung Vị Ương giết Lã Sản, sau đó tiêu diệt toàn bộ họ Lã và đưa Đại vương lên làm hoàng đế, tức Hán Văn Đế. Do sự đề cử của Trần Bình, Văn Đế phong cho Chu Bột làm Hữu thừa tướng nhưng ở địa vị cao nhất, còn Trần Bình làm Tả thừa tướng nhưng chỉ ở ngôi thứ hai.

## Nhường chức thừa tướng
Khi Hán Văn Đế bắt đầu quen với việc triều chính, có hỏi Chu Bột và Trần Bình các việc như một năm xét xử ngục hình bao nhiều người, một năm tiền và thóc xuất nhập bao nhiêu nhưng ông đều không biết được, mà Trần Bình ứng đối trôi chảy trước mặt Văn Đế, được vua khen. Khi ra triều, Chu Bột trách Trần Bình sao không chỉ cho mình biết, nhưng lại bị ông ta hỏi vặn: " Ông ở địa vị của mình mà lại không biết chức trách của mình sao? Nếu bệ hạ hỏi số người ăn trộm ăn cướp ở Tràng An thì ông định nói liều sao?". Cuối cùng ông nhận ra mình không bằng Trần Bình, bèn trả ấn thừa tướng về đất Giáng.
Tuy nhiên chỉ qua một năm, đến 178 TCN, Trần Bình qua đời, Chu Bột lại được trở về giữ chức thừa tướng.

## Những năm tháng cuối đời
Càng về sau, Hán Văn Đế càng không còn tin tướng Chu Bột. Chỉ một năm sau khi tái đảm nhận chức tướng, Chu Bột lại bị Văn Đế đuổi về ấp phong. Ông đành phải nghe theo, dâng biểu xin từ chức, về ấp Giáng. Chu Bột không cam tâm, lại sợ bị hãm hại và tỏ ra hống hách, khi gặp quận thủ và quận úy đều bảo gia nhân phải đem theo vũ khí. Ít lâu sau có người tố cáo ông có mưu đồ tạo phản. Hán Văn Đế ra lệnh bắt ông về Trường An xét xử. Chu Bột đã già, không thể tự biện hộ, bèn bị nhốt vào ngục. Trong ngục, ông bị bọn ngục lại đối xử tệ bạc. Ông đã phải ngầm lấy 1000 lạng vàng hối lộ cho cai ngục, cai ngục mới bày kế cho ông, bảo con dâu ông là công chúa nhà Hán (em gái Hán Văn Đế, lấy con trai ông là Chu Thắng) làm chứng, rồi xin Bạc Thái hậu miễn xá cho ông. Cuối cùng ông thoát khỏi ngục và được trở về ấp Giáng. Nhưng cũng từ đó ông không được trọng dụng nữa.
Năm 169 TCN, Giáng hầu Chu Bột qua đời, thụy hiệu là Giáng Vũ hầu.
Tính từ khi theo Lưu Bang khởi nghĩa năm 209 TCN đến khi mất, Chu Bột hoạt động 40 năm, không rõ bao nhiêu tuổi. Con trưởng của ông, Chu Thắng (người lấy công chúa nhà Hán) kế tập tước hầu. Được sáu năm, Chu Thắng phạm tội, tình cảm với công chúa cũng đã rạn nứt nên bị phế bỏ tước vị. Ít lâu sau, Hán Văn Đế tiếp tục phong cho con trai thứ của ông là Chu Á Phu, đang làm thái thú Hà Nội làm Điều hầu để kế tục ông. Năm 154 TCN, khi bảy nước khởi loạn, Chu Á Phu được lệnh cầm quân đánh dẹp, nhờ chiến thuật xuất sắc đã nhanh chóng đánh bại được các chư hầu, lập được công cho nhà Hán.